# Marek III (patriarcha Aleksandrii)
Marek III – prawosławny patriarcha Aleksandrii w latach 1180–1209. Za jego panowania nastał głód w Egipcie.